# انتهاك علائقي
يحدث الانتهاك العلائقي أو التعدي في العلاقة أو التجاوز في العلاقة (بالإنجليزية: Relational transgressions) عندما ينتهك الناس قواعد العلاقات فيما بينهم، سواء كانت قواعد مُعلنة أو ضمنية. تشمل هذه الانتهاكات مجموعة كبيرة من السلوكيات. حدود الانتهاكات العلائقية ليست صارمة دائمًا. غالبًا ما تُعتبر الخيانة -على سبيل المثال- نوعًا من أنواع انتهاك العلاقات. يمكن أن يرتبط معنى كلمة الخيانة في بعض الأحيان بحدوث انتهاك صادم لقواعد العلاقة يحمل معه كثيرًا من الألم النفسي، وفي أحيان أخرى قد يرتبط بصراع مدمر، أو يشير إلى خيانة جنسية.
أي علاقة قد تكون عرضة لنوع من أنواع انتهاك العلاقات. يتعين على الشركاء (أطراف العلاقة) في كل مرة يحدث فيها الانتهاك أن يقيسوا مدى فداحة الانتهاكات بمدى تقديرهم للعلاقة. في بعض الأحيان يحدث أن تتضرر الثقة بين الشركاء للغاية لدرجة تجعل من أي محاولة لتلافي الأمر غير مؤثرة. يتحمل كل من المنتهِك والمنتهَك مخاطر في كل مرة يحدث فيها انتهاك للعلاقة. ربما يرفض المنتَهَك مساعي المُنتهِك الرامية إلى المصالحة، ما يؤدي إلى خسائر، ويحتمل أن يكون سبيلًا للهجوم من جانب المنتهَك. إذا قبل المُنتهَك المصالحة، فهنالك خطر أن يعتبر المنتهِك أن المغفرة صفة دائمة في شخصية المنتهَك، ما يمكن أن يدفع الأول لارتكاب مزيد من الانتهاكات في المستقبل (على سبيل المثال، «سوف يصفح عني شريكي مثلما فعل في المرات السابقة»).
عند تنحية هذه المخاطر جانبًا، يساعد الانخراط الفوري في استراتيجيات المصالحة على ضمان شفاء العلاقة مما حدث فيها من انتهاكات. ربما تكون عملية معالجة ما حدث من انتهاكات في العلاقات أمرًا مؤلمًا للغاية. ويمكن لاستخدام استراتيجيات المعالجة أن يكون له أثر تحويلي على العلاقة من خلال إعادة تعريف قواعد العلاقة والحدود فيها. من الوارد أن تحمل إحدى تلك الاستراتيجيات منفعة جديدة للشركاء إذ يتحدا معًا لمعالجة الانتهاك محققين نوعًا جديدًا من التقارب بينهما. إن تبادل أطراف الحديث في مناقشة عميقة بخصوص العلاقة من شأنه أن يجعل المناقشات تتطرق إلى أمور أشمل حول ما يرغب فيه كل شريك من العلاقة وأن يعمل على المواءمة بين التوقعات. يمكن لهذه الجهود أن تخفف من آثار ما حدث من انتهاكات في المستقبل، أو حتى أن تقلل من عدد مرات حدوث الانتهاكات ومدى حدتها.
يميل العلماء إلى تصنيف الانتهاكات العلائقية إلى ثلاث فئات. تركز الفئة الأولى على جوانب سلوكية معينة باعتبارها انتهاكًا لمعايير وقواعد العلاقة. أما الفئة الثانية فتركز على العواقب التفسيرية لسلوكيات بعينها، وخاصة مدى إيذائها للمنتهَك، ومدى تجاهلها للمنتهَك، ومدى تجاهلها للعلاقة. أما النهج الثالث والأخير فيركز بشكل أكثر تحديدًا على سلوكيات الخيانة (وهي شكل شائع من أشكال الانتهاك العلائقي).
تشمل الأشكال الشائعة من الانتهاكات العلائقية ما يلي: مواعدة آخرين، والرغبة في مواعدة آخرين، وممارسة الجنس مع الآخرين، وخداع الشريك، والتودد لشخص آخر، وتقبيل شخص آخر، وتخبئة الأسرار، والانخراط عاطفيًا مع شخص آخر، وخيانة ثقة الشريك.

## تعاريف مفاهيمية وعملية

### انتهاك القواعد
انتهاكات القواعد هي أحداث وأفعال وسلوكيات تنتهك قواعد أو معايير العلاقة سواء كانت تلك القواعد مُعلنة أو ضمنية. تميل القواعد المُعلنة إلى أن تكون مرتبطة بالعلاقة تحديدًا، مثل تلك التي يُطالب فيها بوقف عادات سيئة للشريك (مثل الإفراط في شرب الكحوليات أو تعاطي المخدرات) أو تلك التي تنشأ عن محاولات التعامل مع الخلافات (على سبيل المثال، القواعد التي تحظر قضاء الوقت مع زوج سابق أو التحدث عن خليلة سابقة أو حبيب سابق). تميل القواعد الضمنية إلى أن تكون تلك المقبولة كمعايير ثقافية للسلوك السليم في العلاقات (مثل الزواج الأحادي وكتمان الأسرار الخاصة). يتيح التركيز على الانتهاكات العلائقية -باعتبارها خرقًا للقواعد- الفرصة لدراسة مجموعة واسعة من السلوكيات عبر أنواع مختلفة من العلاقات.
يمثل التركيز على الانتهاكات العلائقية باعتبارها انتهاكات للقواعد فرصة لدراسة مجموعة واسعة من السلوكيات عبر مجموعة متنوعة من أنواع العلاقات. تسهل هذه الطريقة تحليل الانتهاكات من منظور القواعد. في دراسة الانتهاكات العلائقية لطلاب الكليات، ظهرت الفئات التسع التالية باستمرار:
1. التفاعل غير الملائم: حالات يكون فيها أداء الشريك سيئًا أثناء التفاعل، وعادة ما يكون ذلك في فترة خلاف.
2. قلة الحساسية: حالات يعرب فيها الشريك عن سلوك طائش، عديم الاحترام، أو متهور. يبدي المنتهِك عدم اكتراث أو استجابة عاطفية بينما لا يكون ذلك متوقعًا ومناسبًا.
3. التورط في ممارسات خارج العلاقة: ممارسات جنسية أو عاطفية مع أشخاص غير الطرف المنتهَك. ولا يشكك المنتهَك في أنه يُخدَع.
4. التهديد العلائقي المصحوب بالخداع: حالات ينخرط فيها شريك في ممارسة جنسية أو عاطفية مع أشخاص غير الطرف المنتهَك، ثم يستخدم الخداع لإخفاء التورط.
5. تجاهل العلاقة الأساسية: الأفعال التي تشير إلى أن المنتهِك لا يفضل العلاقة الأساسية، إذ يفضل أشخاصًا آخرين أو نشاطات معينة على الشريك، أو يغير ما ينوي فعله.
6. الإنهاء المفاجئ: الإجراءات التي تنهي علاقة دون سابق إنذار أو دون تفسير.
7. الوعود الكاذبة وتعدي القواعد: الحالات التي يخفق فيها الشريك في الوفاء بالوعد، أو يغير من خططه دون سابق إنذار أو تفسير، أو يتجاوز قاعدة يفترض الشخص المنتهَك أنها قاعدة ملزمة.
8. الخداع والأسرار والخصوصية: الحالات التي يكذب فيها أحد الشركاء، أو يُخفي معلومات هامة ويبقيها سرًا، أو يفشي أسرارًا حساسة، أو ينتهك حدود الخصوصية.
9. الإيذاء: التهديدات اللفظية أو الجسدية.

حدد كاميرون، وروس، وهولمز (2002) عشر فئات من السلوكيات السلبية العلائقية تشكل معًا انتهاكات علائقية باعتبارها إِجْحافًا للقواعد:
1. عدم الوفاء بالوعود
2. المبالغة في رد الفعل تجاه سلوك المنتهَك
3. السلوك غير المراعي للمشاعر
4. الإخفاق في الوصول لمستوى الحميمية الذي يأمله المنتهَك
5. تجاهل المنتهَك
6. التهديد بارتكاب خيانة جنسية
7. الخيانة الجنسية
8. العنف اللفظي تجاه المُنتهَك
9. اختلاق الخلافات دون مبرر
10. السلوك العنيف تجاه المنتهَك

### الخيانة الجنسية
من المعروف على نطاق واسع أن الخيانة الجنسية واحدة من أكثر الانتهاكات العلائقية إيذاءً. تحدث في نحو 30-40% من العلاقات حادثة خيانة جنسية واحدة على الأقل. عادةً ما يصعب مغفرة مثل هذا الانتهاك.
عادة ما توجد أربع طرق للاكتشاف:
1. معرفة الخيانة عن طريق طرف ثالث.
2. مشاهدة الخيانة مباشرة مثل الدخول على شريكك لتجده برفقة شخص آخر.
3. أن يعترف الشريك بالخيانة بعد استجواب الشريك الآخر له.
4. أن يعترف الشريك لشريكه من تلقاء نفسه.

كان الشركاء الذين اكتشفوا الخيانة من خلال طرف ثالث أو بمشاهدة الخيانة أقل الناس ميلًا إلى العفو. زادت فرص الصفح عن الشركاء الذين اعترفوا بأنفسهم.

### الخيانة الجنسية والخيانة العاطفية
تعني الخيانة الجنسية القيام بنشاط الجنسي مع شخص آخر غير الشريك. يمكن أن تشمل الخيانة الجنسية مجموعة واسعة من السلوكيات والأفكار، بما في ذلك: الجماع الجنسي، المداعبة الجنسية، التقبيل بشغف، الخيالات الجنسية، والانجذاب الجنسي.